# Stella Coeli extirpávit
Stella Coeli extirpávit, a veces escrito Stella cæli extirpavit es una antigua antífona a la Virgen María, entonada con motivo de plagas y contagios.
Parece que el himno Stella Caeli Extirpavit fue compuesto por las hermanas del monasterio de Santa Clara, en Coímbra, Portugal, durante la peste de principios del siglo XIV. El texto de esta antífona y su inspiración debe mucho a la espiritualidad franciscana. La primera fuente textual se encuentra -sin la parte final- en un Libro de horas de Carlos de Orleans fechado antes de 1430 (F-Pn lat. 1196, f. 231v). Serán los frailes menores quienes desarrollarán un papel muy activo durante algunas de las pestes que asolaron Europa. Los franciscanos y los dominicos y otras órdenes religiosas accedieron de manera voluntaria a las casas de los enfermos y sufrieron en su propia carne los efectos de la peste. La primera fuente para tratar para reconstruir la historia de la antífona Stella coeli es De Origine Seraphicae religiones Franciscanae escrita por el padre Francesco Gonzaga (1541-1620) a partir del 1587. El documento que recoge esta antífona fue impreso en Barcelona en 1677, en la tipografía de Francisco Cormellas y Vicente Surià: Antiphona te oraciones/tio contra lugem contagiosamente. Ex Chronic Ordinis Seraphici Fratrum Minorum con-/scriptis por R. P: Franciscum Gonzaga, eiusdem Ordinis general/, y se conserva en el Archivo de la Parroquia de Santa María del Pi de Barcelona.
Durante la pandemia por coronavirus de 2019-2020 esta antífona fue recuperada por algunos grupos y reinterpretada en diferentes versiones. Entre estas reinterpretaciones destaca la que hizo en marzo de 2020 el grupo hispano "Schola Antiqua". También fue recuperada y utilizada por comunidades religiosas como oración a la Virgen durante la pandemia del coronavirus.

## Texto de la antífona en latín y castellano
A continuación se reproduce el texto de la antífona en latín y castellano:

| “Stella coeli extirpavit, quae lactavit Dominum, mortis pestem quam plantavit primus parens hominum. Ipsa stella nunc dignetur sidera compescere, quorum bella plebem caedunt dirae mortis ulcere. O piissima stella maris, a peste succurre nobis. Audi nos Domina, nam Filius tuus nihil negans te honorat. Salva nos Jesu, pro quibus Virgo mater te orat”. | Estrella del cielo, que amamantó al Señor, extirpa la peste de la muerte, que plantó el primer padre de los hombres. Que esa misma Estrella se digne ahora detener los cielos, que airados destruyen al pueblo, con heridas de cruel muerte. Oh piadosísima Estrella del mar, socorrenos de la peste. Escuchanos, oh Señora, pues tu Hijo no te niega nada que te honre. Salvanos, oh Jesús, que por nosotros te ruega tu Madre Virgen. |